# Nissan Stanza
Nissan Stanza (укр. Ніссан Стенза) — автомобіль, що випускався фірмою Nissan з 1977 по 1992 рік, і по суті, був тією ж машиною, що і Nissan Auster, і Nissan Violet. Всі три марки машини мали кодову назву A10, і будувалися в Японії, містах Хірацука і Оппама. У 1981 році випускалася оновлена передньопривідна модель. Пізні ж версії автомобіля були копією Nissan Bluebird.